# Comuna Brădeanu, Buzău
Brădeanu este o comună în județul Buzău, Muntenia, România, formată din satele Brădeanu (reședința), Mitropolia și Smârdan.

## Geografie
Comuna se află în zona de câmpie din sudul județului, la răscrucea a două șosele județene: DJ203C care duce către vest înspre Florica și Mihăilești (DN2), respectiv către est la Pogoanele (DN2C, la 22 km); și DJ203D care duce către nord la Smeeni și spre sud la Scutelnici.
Flora sălbatică a zonei include pădurea de stejar brumăriu Brădeanu, întinsă pe 22 ha, singura pădure cu această specie de stejar din județ. Alături de stejarul brumăriu, în această pădure cresc și ulmi, arțari tătărești, peri pădureți.

## Demografie
Componența etnică a comunei Brădeanu
     Români (91,14%)
     Romi (1,73%)
     Alte etnii (7,13%)
Componența confesională a comunei Brădeanu
     Ortodocși (92,01%)
     Alte religii (0,48%)
     Necunoscută (7,51%)
Conform recensământului efectuat în 2021, populația comunei Brădeanu se ridică la 2.077 de locuitori, în scădere față de recensământul anterior din 2011, când fuseseră înregistrați 2.565 de locuitori. Majoritatea locuitorilor sunt români (91,14%), cu o minoritate de romi (1,73%). Din punct de vedere confesional, majoritatea locuitorilor sunt ortodocși (92,01%), iar pentru 7,51% nu se cunoaște apartenența confesională.

## Politică și administrație
Comuna Brădeanu este administrată de un primar și un consiliu local compus din 11 consilieri. Primarul, Violeta Preda[*], de la Partidul Național Liberal, este în funcție din 1 noiembrie 2024. Începând cu alegerile locale din 2024, consiliul local are următoarea componență pe partide politice:
|  | Partid                    | Consilieri | Componența Consiliului | Componența Consiliului | Componența Consiliului | Componența Consiliului | Componența Consiliului | Componența Consiliului |
|  | ------------------------- | ---------- | ---------------------- | ---------------------- | ---------------------- | ---------------------- | ---------------------- | ---------------------- |
|  | Partidul Social Democrat  | 6          |                        |                        |                        |                        |                        |                        |
|  | Partidul Național Liberal | 5          |                        |                        |                        |                        |                        |                        |

## Istorie
La sfârșitul secolului al XIX-lea, comuna Brădeanu făcea parte din plasa Câmpul a județului Buzău, formată fiind din satele Brădeanu, Rotunda și Șopârliga, cu o populație totală de 1280 de locuitori. În comună funcționau 2 biserici (în Brădeanu și Rotunda) și o școală la Brădeanu, cu 70 de elevi (din care 9 fete). În 1925, satele componente ale comunei aveau numele actuale, Brădeanu, Mitropolia și Smârdan, comuna având 3100 de locuitori.
În 1950, ea a fost inclusă în raionul Pogoanele din regiunea Buzău și apoi în raionul Buzău din regiunea Ploiești, pentru ca în 1968 să revină la județul Buzău.

## Monumente istorice
Singurul obiectiv din comuna Brădeanu inclus pe lista monumentelor istorice din județul Buzău este crucea de piatră de lângă satul Smârdan (la 1 km distanță de satul Lipănescu din comuna vecină Scutelnici), clasificată drept monument funerar de importanță locală.

## Economia
Activitățile specifice zonei includ cultivarea terenului și creșterea animalelor. Activități economice principale sunt agricultura, zootehnia, legumicultura, mica industrie, comerțul.
Pe teritoriul comunei sunt 27 km de străzi asfaltate, rețea de apă potabilă pe o lungime de 25 km.
Serviciile de telefonie fixă sunt asigurate de Romtelecom printr-o rețea de 40 km.